# Mardraum - Beyond the Within
Albums de Enslaved
Blodhemn
(1998) Monumension
(2001)
Mardraum - Beyond the Within est le cinquième album studio du groupe de Black metal norvégien Enslaved. L'album est sorti le 3 octobre 2000 sous le label Osmose Productions.
Cet album marque une certaine rupture par rapport aux albums précédents du groupe. En effet, cet album commence à inclure des éléments progressifs, qui n'étaient pas dans les albums précédents du groupe.

## Musiciens
- Grutle Kjellson - Chant, Basse
- Ivar Bjørnson - Guitare, Claviers
- Richard Kronheim - Guitare
- Dirge Rep - Batterie

## Liste des morceaux
1. Større enn Tid - Tyngre enn Natt – 10:06
2. Daudningekvida – 3:30
3. Entrance-Escape – 7:42
4. Ormgard – 5:28
5. Æges Draum – 4:42
6. Mardraum – 3:39
7. Det Endelege Riket – 5:19
8. Ormgard II: Kvalt i Kysk Høgsong – 3:44
9. Krigaren eg Ikkje Kjende – 6:31
10. Stjerneheimen – 5:46
11. Frøyas Smykke – 1:54